# Michael Tryller

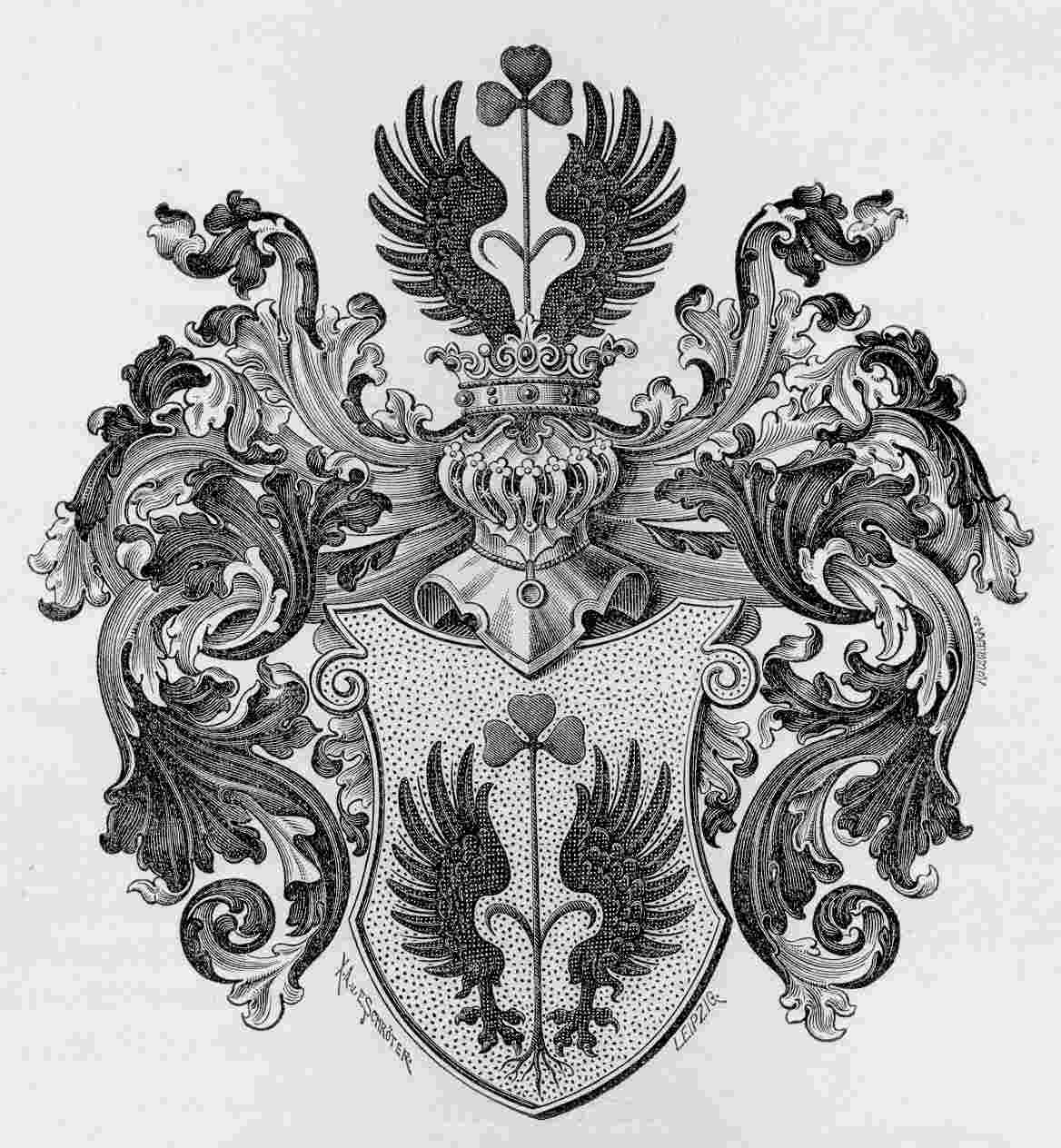
Wappen von Tryller (von Triller)

Michael Tryller, auch Michael Triller, (* 17. Mai 1551 in Graba; † 17. Mai 1610 in Sangerhausen) war ein kursächsischer Beamter.

## Leben
Tryller besuchte die Schulen zu Saalfeld und Jena. Anschließend bildete er sich unter seinem Bruder Caspar Tryller und Justus zu Ipsheim weiter aus und fand als Schreiber eine erste Anstellung an der gräflich-schwarzenbergischen Kanzlei zu Bullenheim. 1568 kehrte er in die Heimat zurück und wurde Schreiber des Amtsschössers Paul Sahlreuter in Gotha. 1571 wurde er von seinem Bruder Caspar Tryller, Amtschösser in Sangerhausen, zu seinem Schreiber berufen. 1574 erhielt er das Notariat. Nachdem sein Bruder 1586 zum Landrentmeister berufen worden war, folgte er ihm als Amtsschösser von Sangerhausen im Amt nach, in welcher Funktion er 1610 verstarb.
Zusammen mit seinem älteren Bruder Caspar erhielt Tryller am 28. Januar 1592 von Kaiser Rudolf II. den Adelstitel verliehen.
Michael Tryller hinterließ insgesamt 11 Kinder, darunter den gleichnamigen Michael, Johannes, vier weitere Söhne, die Tochter Emerentia, die Rudolf Sonnenbergk geheiratet hatte,  und die unmündigen Töchter Magdalena und Euphrosina, Emerentiana und Marie. Bis auf Michael  blieben alle männlichen Nachkommen kinderlos.
1603 wird ein Johannes Tryller als Magister und Verwalter zu Endorf bezeichnet.